# علي باشا السلحدار الطورانجي
علي باشا السلحدار الطورانجي (بالتركية: Silahdar Ali Paşa)‏ كان الصدر الأعظم للدولة العثمانية في الفترة ما بين 4 مارس 1823 حتى 13 ديسمبر 1823.